# Lenny Martinez
Lenny Martinez (ur. 11 lipca 2003 w Cannes) – francuski kolarz szosowy.
Kolarstwo uprawiali również jego: ojciec (Miguel Martinez), dziadek (Mariano Martínez) oraz wujek (Yannick Martinez).

## Osiągnięcia
Opracowano na podstawie:

2021
- 3. miejsce w Classique des Alpes juniors
- 3. miejsce w Tour du Valromey
  - 1. miejsce na 3. etapie
- 3. miejsce w mistrzostwach Francji juniorów (jazda indywidualna na czas)
- 3. miejsce w mistrzostwach Francji juniorów (start wspólny)
- 1. miejsce w Giro della Lunigiana
  - 1. miejsce na 3. etapie
- 3. miejsce w mistrzostwach Europy juniorów (start wspólny)

2022
- 3. miejsce w Giro Ciclistico d’Italia
  - 1. miejsce w klasyfikacji młodzieżowej
  - 1. miejsce w klasyfikacji górskiej
- 1. miejsce w Giro della Valle d’Aosta
  - 1. miejsce w klasyfikacji młodzieżowej
- 1. miejsce w klasyfikacji górskiej Ronde de l’Isard
  - 1. miejsce na 4. i 6. etapie

2023
- 2. miejsce w Classic Grand Besançon Doubs
- 1. miejsce w Mont Ventoux Dénivelé Challenge